# Bamot 801
A Bamot 801 egy motorkocsi volt az egykori Úttörővasúton.

## Története
Az Úttörővasút 1948-ban nyitotta meg a kapuit. Ekkor még csak 490-es sorozatú gőzmozdonyok, az ABamot 2-es valamint a Kis Piri nevű motorkocsi közlekedett a vasúton, ám az üzemnek szüksége volt nagyobb befogadóképességű és erősebb járművekre. Ennek okán szerezték be 1950-ben a Bamot 841 és 842 motorkocsikat, majd 1951-ben az akkor még Camot 801-es motorkocsit, melynek karosszériáját Dunakeszi Járműjavító, míg műszaki tartalmát a MÁV Északi Járműjavító gyártotta. Újraszámozására 1957-ben került sor. A jármű jellege megegyezett a mai napig használt téli kocsikéval, külsőre nagyon hasonlított azokra. A jármű 1973-ig közlekedett az Úttörővasúton, amikor megérkeztek a máig is közlekedő Mk45-ös sorozatú mozdonyok. A jármű - a selejtezése után - még  több évig állt a vasút vontatási telepén, de még az ezredforduló előtt elbontották.